# Doli (mitologia)
A la mitologia grega, Doli (en grec antic: Δολίος) és un personatge de l'Odissea.
És un vell servent de Penèlope, a qui el seu pare, Icari, va posar al seu servei com a jardiner quan va arribar a Ítaca. A l'Odissea, al llibre IV, Penèlope l'envia a buscar mentre l'ancià cuidava un hort perquè anés a advertir Laertes del complot que estaven tramant els pretendents, que volien parar-li una emboscada a Telèmac per matar-lo. Reapareix al llibre XXIV, on, quan tornava dels camps amb els seus fills, va trobar Odisseu i va celebrar el seu retorn. Els fills, Melanti i Melanto, es van posar de part dels pretendents. Melanto va morir penjada, com els altres servents infidels, i Melanti va morir a mans d'Eumeu.